# Black Bass: Lure Fishing
Black Bass: Lure Fishing est un jeu vidéo de pêche développé et édité par la société japonaise Hot-B. Il est sorti en 1992 sur Game Boy et en 1999 sur Game Boy Color.